# Niveaux de la stratégie
Les niveaux de la stratégie sont un cadre d'analyse permettant de bien distinguer les différents niveaux sur lesquels se répartissent les différents  diagnostics, décisions et stratégies spécifiques de la guerre, de la stratégie militaire et du management de l'entreprise.

## Les niveaux de la stratégie militaire
Traditionnellement, depuis la bataille de Leuctres et celle de Marathon, chez les Grecs, ils étaient deux : la stratégie et la tactique.
Le niveau de la stratégie était celui du choix du champ de bataille, du jour de celle-ci ; de l'imagination des stratagèmes et de la conduite de la bataille.
Le niveau de la tactique était celui de l'art de la disposition initiales des troupes, infanterie légère et lourde ; cavalerie légère et lourde.
En 1805, Napoléon en introduit un troisième, intermédiaire entre la stratégie et la tactique, auquel les théoriciens russes donnent un nom vers 1920, l'Art opératif, traduit en anglais par Art opérationnel et adopté officiellement en français sous le nom d'Art opératif en 2008.

## Les niveaux de la guerre
Edward Luttwak en distingue cinq.
Le manuel Operations de l'Armée de terre américaine en distingue trois.

## Les niveaux du management de l'entreprise
Traditionnellement, on en distingue trois,,. Mais certains auteurs, comme ceux du Strategor n'en distinguent que deux . À l'inverse Gérard Garibaldi en distingue quatre. Une analyse plus fine en distingue sept.

## Un tableau d'équivalence des niveaux
Ce tableau synthétique établi le parallèle existant entre les conceptions des niveaux de la stratégie de Luttwack, de l'US Army, de Garibaldi pour ne prendre que les plus représentatives.
|     | De la guerre           | De la stratégie militaire | Du management de l'entreprise | Essence de l'action |
| --- | ---------------------- | ------------------------- | ----------------------------- | ------------------- |
| 1   | Constitution           | —                         | Mission d'entreprise          | Donner du sens      |
| 2   | Politique étrangère    | Alliance militaire        | Alliance stratégique          | S'allier            |
| 3   | Mobilisation           | —                         | Ressources humaines           | Mobiliser           |
| 4   | Déploiement des forces | Stratégie                 | Stratégie d'entreprise        | Répartir            |
| 5   | Campagne               | Art opératif              | Stratégie générique           | Se positionner      |
| 6   | Bataille               | Tactique                  | Marketing-mix                 | Coordonner          |
| 7   | Engagement, action     | Technique d'arme          | Politique opérationnelle      | Exécuter            |
| ——— | ———————————            | —————————                 | ————————————                  | ————————            |